# Arcueil (tổng)
Tổng Arcueil là một tổng thuộc tỉnh Val-de-Marne trong vùng Île-de-France.

## Các xã
Tổng Arcueil gồm xã Arcueil, phía tây của xã Gentilly. Phía đông của Gentilly bao gồm trong tổng Kremlin-Bicêtre.
| Xã                        | Dân số | Mã bưu chính | Mã insee |
| ------------------------- | ------ | ------------ | -------- |
| Arcueil                   | 18 061 | 94 110       | 94 003   |
| Gentilly, commune entière | 16 118 | 94 250       | 94 037   |

## Thông tin nhân khẩu
| 1962                                                     | 1968 | 1975 | 1982 | 1990   | 1999   |
| -------------------------------------------------------- | ---- | ---- | ---- | ------ | ------ |
|                                                          |      |      |      | 26 838 | 24 312 |
| Nombre retenu à partir de 1962 : dân số không tính trùng |      |      |      |        |        |